# 羅伊齊根

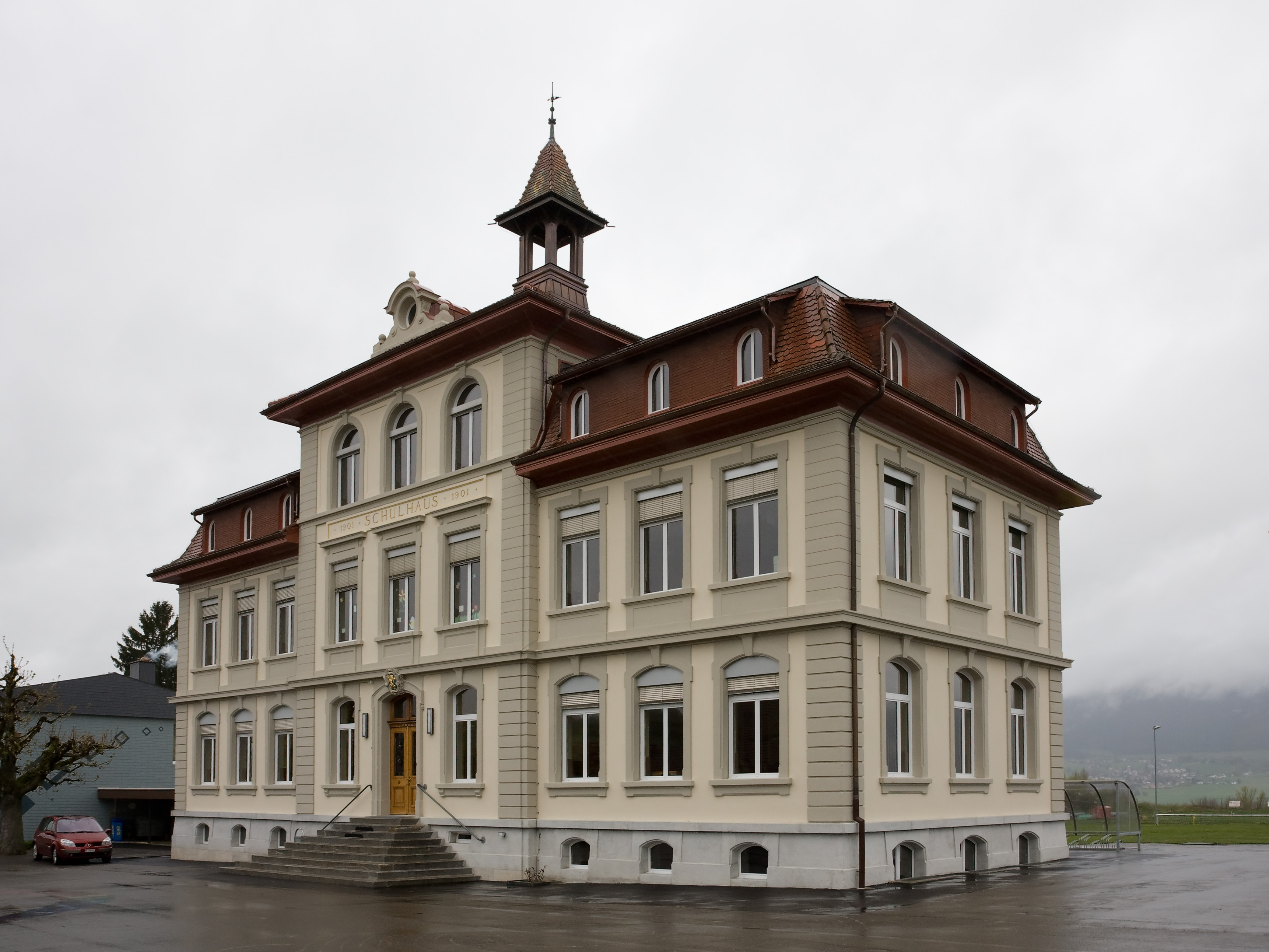

羅伊齊根是瑞士的城鎮，位於該國中西部，由伯恩州負責管轄，面積10.31平方公里，海拔高度456米，2011年人口1,191，七成半人口信奉基督教，人口密度每平方公里116人。

## 外部連結
- Homepage of the Municipal Council
- Homepage of the sports club